# Desmocarididae
Desmocarididae is een familie van kreeftachtigen uit de klasse van de Malacostraca (hogere kreeftachtigen).

## Geslacht
- Desmocaris Sollaud, 1911